# بخش سالت لیک (شهرستان پری، اوهایو)
بخش سالت لیک (به انگلیسی: Salt Lick Township) یک منطقهٔ مسکونی در ایالات متحده آمریکا است که در شهرستان پری، اوهایو واقع شده‌است.
 بخش سالت لیک ۵۳٫۶ کیلومتر مربع مساحت و ۱٬۲۰۰ نفر جمعیت دارد و ۲۸۷ متر بالاتر از سطح دریا واقع شده‌است.